# Incel
Incel, abreviatura de l'expressió anglesa involuntary celibate ('celibat involuntari'), és una subcultura que consisteix en comunitats virtuals de persones que diuen ser incapaces de tenir relacions sexuals amb una parella, tot i tenir-ne ganes. Els que s'identifiquen com a incels son gairebé exclusivament homes heterosexuals. Aquesta subcultura forma part d'una subcultura més gran anomenada en anglès manosphere, al qual pertanyen altres moviments com el moviment pels drets dels homes i el moviment del Men Going Their Own Way.
Les discussions que es desenvolupen als fòrums incel solen caracteritzar-se pel ressentiment, la misantropia, la misogínia, el supremacisme blanc i l'apologia de la violència contra les dones i contra els homes que se suposen sexualment actius. El Southern Poverty Law Center ha descrit aquesta subcultura com a «part de l'ecosistema del supremacisme masclista a internet» i l'analista d'aquest centre també va cridar l'atenció que aquest moviment tenia relacions amb l'extrema dreta servint als membres d'aquesta subcultura i la dels drets dels homes per a traslladar-los a altres àrees de l'extrema dreta. Alguns individus que s'anomenen ells mateixos incels han comès diversos assassinats massius als Estats Units i al Canadà.
Existeix també el terme femcel, el qual defineix la comunitat de dones en línia que es descriuen com a incapaces de tenir relacions sexuals o romàntiques com a resultat d'una barreja tòxica de misogínia i estàndards de bellesa impossibles. Hi ha comunitats com Involuntary Celibate Project creada el 1997 per a una estudiant anomenada Alana, que va crear aquest espai per a sentir-se confortada, rebre suport en la soledat i protegir-se de les persones que li havien fet mal. També existeixen altres comunitats com ThePinkPill que giren al voltant del rebuig del poder del sexe amb penetració dels homes contra les dones i del tracte com a objectes sexuals per part d'aquests. A diferència del moviment incel, les femcels no han demostrat un comportament violent contra la societat, i s'han expressat decididament com a pacifiques, i amb cap vincle amb la violència ni el terrorisme.
És important saber que ni tan sols entre les comunitats incel hi ha una definició exacta, ja que, per exemple, des de la pàgina incels.wiki  es pot trobar una definició diferent que, a més, condemna la violència comesa per les persones que s'han autoidentificat com a incels en diferents atacs o que han tingut relació amb aquests fòrums.

## Llista de massacres causades perincelsdeclarats
| Data            | Lloc                    | País         | Descripció | Article principal                            |
| --------------- | ----------------------- | ------------ | --- | -------------------------------------------- |
| 23 maig 2014    | Isla Vista (Califòrnia) | Estats Units | Elliot Rodger, de 22 anys, matà 6 persones i en ferí 14 més a prop del campus de la Universitat de Califòrnia a Santa Barbara i després se suïcidà. Havia deixat un llarg manifest i vídeos a YouTube on explicava el seu odi envers les dones i pel seu celibat involuntari. En aquest manifest el tema principal era la seva virginitat, que ell va atribuir a "la crueltat de les dones" Anys després Rodger va ser considerat un heroi a la comunitat incel                                                               | Massacre d'Isla Vista                        |
| 1 octubre 2015  | Roseburg (Oregon)       | Estats Units | Chris Harper-Mercer, de 22 anys, matà a trets 9 persones i en ferí 8 més al campus de l'Umpqua Community College abans de matar-se ell. Deixà un manifest al lloc de la massacre, on destaca la seva admiració per altres assassinats massius, inclòs el d'Isla Vista, el seu malestar perquè no tenia nòvia, i el seu odi contra el món. Algunes hores abans del tiroteig, algú a la xarxa va sospitar que Harper-Mercer dirigia el seu odi cap a alguna escola del Nord-oest dels Estats Units pel seu celibat involuntari. | Massacre de l'Umpqua Community College       |
| 23 abril 2018   | Toronto (Ontario)       | Canadà       | Alek Minassian, de 25 anys, atropella amb una furgoneta diverses persones, matant-ne 10 i ferint-ne 14 més. Minassian fou detingut poc després de l'atac. Poc abans dels fets, Minassian havia publicat a Facebook que "la Rebel·lió Incel ja ha començat" i aplaudia Elliot Rodger, l'autor dels assassinats d'Isla Vista el 2014, que s'identificava com a incel. | Atac amb furgoneta a Toronto                 |
| 2 Novembre 2018 | Tallahassee (Florida)   | Estats Units | Scott Paul Beierle es va colar a un centre de ioga i també va perpetrar una matança. Aquest home ja va ser detingut anteriorment per assetjar a joves noies a un campus universitari a Florida i també havia publicat missatges misògins i penjava videos a YouTube, que van ser retirats després que BuzzFeed publiques una història sobre aquests. En un d'aquests videos també feia menció a l'Elliot Rodger. | Atac a un centre de ioga a Tallahassee       |
| 3 Juny 2019     | Sudbury (Ontario)       | Canadá       | L'Alexander Stavropoulos va intentar matar a una dona i al seu nadó, a Sudbury, Canadà. Posteriorment va declarar que estava enfadat amb les dones, perquè sabia que no tindrien relacions sexuals amb ell. | Intent d'assassinat a una dona i el seu fill |
| 24 Febrer 2020  | Toronto (Ontario)       | Canadà       | Un menor d’edat que va confessar estar familiaritzat amb l’Elliot Rodger i l’Alek Minassian es va colar en un spa eròtic i va matar a una dona i va ferir a una altra. Es la primera vegada que s'acusa de terrorisme a un atac relacionat amb la ideologia incel. | Primer atac processat amb a terrorisme       |

## Reaccions mediàtiques i de l'àmbit acadèmic
El moviment ha rebut reaccions caracteritzades per un intencional apropament a les queixes d'aquest moviment. Una de les tesis més repetides, era la de que el sexe és un producte bàsic, cosa criticada negativament per les feministes.
Un columnista del New York Times afirmant que la revolució sexual creà nous vencedors i perdedors i que la solució que proposa és donar robots sexuals. Un altre columnista, aquest de Spectator, defengué el donar robots núvies. Un psicòleg i guru d'autoajuda, Jordan Peterson, defengué al New York Times el matrimoni obligatori.
L'economista Robin Hanson, de la Universitat George Mason, digué en una publicació de blog poc després de la massacre a Toronto del 2018, que la situació de celibat involuntari i la desigualtat sexual podria ser arreglada amb una redistribució més igualitària del sexe.

## Ideologia
La majoria de les comunitats incel es caracteritzen pel ressentiment, l’odi, l’autocompassió, el racisme, la misogínia, la misantropia i el narcisisme. Alguns incels sostenen que hi va haver una època daurada on les parelles es casaven joves, eren estrictament monògames i complien amb els rols de gènere tradicionals. Els incel coincideixen en el fet que això va ser destruir gradualment pel feminisme, la revolució sexual, l'alliberació de les dones i el progrés tecnològic, particularment, l'anticoncepció. Els incel creuen que el món es injust amb els homes heterosexuals poc atractius, i per això buscant suport anònim en les xarxes socials i en els fòrums. En aquests fòrums parlen de la frustració sexual que senten envers les dones, les denigren igual que al feminisme i als homes i dones amb una vida sexual activa. Els més extrems defensen tota violència contra les dones.

## Pàgines web
Al llarg del temps, n’hi ha hagut una bona quantitat de pàgines web de temàtica Incel, encara que hi ha hagut nombroses prohibicions a llocs en línia, algunes pàgines web han sigut retirades, o unes altres estan ben moderades bloquejant així, qualsevol contingut de caràcter misogin que es comparteixi. La pàgina web love-shy.com, que encara en manté oberta, es va crear l’any 2003 amb la intenció de ser aquell lloc on trobar una comunitat per les persones que se sentien rebutjats contínuament o que eren extremadament tímids amb les seves possibles parelles. Aquesta comunitat era totalment masculina. Per altra part, l’any 2000 es va crear una altra pàgina web anomenada IncelSupport, amb la diferència de què en aquesta última i podien participar tant homes com dones, a més de prohibir les publicacions misògines.
Aquestes comunitats Incel es va tornar més extremistes a mesura que els seus membres es van començar a fusionar amb comunitats de l’extrema dreta en alguns fòrums, com reddit y 4chan. En aquests fòrums es compartien publicacions extremistes per generar més visibilitat i guanyar més seguidors.
El subredit r/incels, que actualment està desactivada, va ser una comunitat molt activa, on els homes culpaven a les dones de les seves situacions, i feien publicacions de caràcter violent o defensaven la violació i altres formes de violència cap a les dones. El 25 d’octubre de l’any 2017, gràcies a la creació d’una nova política del fòrum va prohibir qualsevol “contingut que animi, glorifiqui, inciti o demani violència o danys físics contra un individu o un grup de persones” i gràcies a aquesta política el subreddit r/incels va ser eliminat, que en aquell moment tenia al voltant de 40.000 membres en la comunitat. Actualment, aquestes comunitats, es troben a plataformes com 4chan, Gab, Twitter, així com fòrums web creats específicament per ser de caràcter incel, com per exemple incels.wiki o incels.is, on celebren inclòs premis que emeten per YouTube, per premiar a l’incel de l’any entre d'altres categories.
Aquestes comunitats van tornant-se cada vegada més extremistes i violentes a causa de la influència dels grups d’odi en línia i el ressorgiment de grups de l’extrema dreta. Tenen relacions amb comunitats freqüents de la manosfera sobretot als Estats Units, com per exemple amb els activistes pels drets dels homes “Men Going Their Own Way” (MGTOW) o Men’s Rights Activists (MRA).

## “Píndola vermella i píndola negra”
La temàtica de la píndola vermella (redpill) i la píndola negra (blackpill) es molt comú en aquestes comunitats i ve de la pel·lícula Matrix de l’any 1999, on el protagonista havia d’escollir entre romandre en un món d’il·lusió prenent la píndola de color blau, o veure el món com és realment prenent la píndola vermella. En el context d’aquestes comunitats, quan parlen de prendre la píndola vermella va referència justament igual que a la pel·lícula, ja que si prenen la píndola vermella vol dir que coneixen la veritat, l’admissió de les creences de la comunitat com per exemple la idea que el feminisme ha donat massa poders i drets a les dones encara que, generalment els incel associats a la píndola vermella sostenen que hi ha coses que poden fer per canviar la seva situació, envers la píndola negra, que és molt més pessimista.
La píndola negra va més enllà i generalment fa referència a l’acceptació de les creences de la comunitat, acceptant que els homes no tenen cap mena de poder o privilegi sistèmic en la societat actual i s'enfoquen en el determinisme biològic, el fatalisme i el derrotisme pels homes poc atractius. Pels blackpillers que són les persones que adopten aquesta creença, els homes genèticament inferiors, és a dir, els homes poc atractius no tenen possibilitats de mantenir relacions sexuals, per culpa de la hipergàmia femenina.
Per diferenciar-les, la píndola negra posa més èmfasis en què l'aparença d’un home és determinant pel seu èxit, mentre que les píndoles vermelles argumenten que el comportament i l’estatus social d’un home són més importants per cridar l’atenció de les dones.

#### Estudis científics usats com a justificació
Molts incels justiquen els seus prejudicis amb interpretacions tretes de conceptes com el determinisme biològic i la psicologia evolucionista. Sovint defensen idees d'"hipergàmia femenina", superioritat genètica dels homes sobre les dones, la "regla 80/20" (una aplicació interessada del Principi de Pareto) que suggereix que el 80% de les dones desitgen el 20% dels homes més atractius, i, entre els homes incel racialitzats (que també n'hi ha), la teoria JBW ("just be white" en anglès "només ser blanc"), que suggereix que els anomenats caucàsics s'enfronten a menys dificultats per tenir relacions i sexe.

## Lexicologia
Un dels aspectes més rellevants a l’hora de parlar de grup d’aquesta índole, és l’ús d’un llenguatge tòxic i violent. Un vocabulari propi i molt recurrent en els seus missatges i publicacions. Utilitzen aquest tipus de lèxic amb la finalitat de deshumanitzar i ridiculitzar a les dones i els homes inclòs. Quan es volen referir a les dones, moltes vegades utilitzen el terme “femoids”, quan es refereixen a les dones que consideren sexualment atractives fan servir el terme “Stacy’s” i "Becky's" per les dones menys atractives. Als homes que consideren sexualment actius i atractius els denominen “Chad’s” i les persones que consideren normals i no formen part de la comunitat incel en diuen “normies”, “simp” o "cuck". També usen els termes “roast ies” per dones que han tingut múltiples parelles sexual i “landwhales” er referir-se a les dones amb obesitat. Un estudi realitzat per Pelzer et al. (2021) anomenat Toxic Language in online incel communitites explica els diferents nivells de toxicitat entre el principals fòrums incel comparats amb reddit. Per dur a terme aquesta investigació es va comptar amb una mostra de 500 publicacions d’índole incel. Es va esbrinar que, en general els fòrums incel, creats específicament per aquestes interaccions presenten major quantitat de contingut tòxic que reddit.